# Фуке, Кристоф
Кристоф Фуке (фр. Christophe Fouquet, 4 мая 1974, Нант, Земли Луары) — французский бобслеист, разгоняющий, выступавший за сборную Франции в с 1996 года по 2006-й. Участник двух зимних Олимпийских игр, чемпион Европы, трёхкратный чемпион Франции.

## Биография
Кристоф Фуке родился 4 мая 1974 года в городе Нант, с детства полюбил спорт, занимался лёгкой атлетикой. Вскоре увлёкся бобслеем, начал соревноваться на профессиональном уровне и, показав неплохие результаты, был взят разгоняющим в национальную команду. В 2000 году одержал победу на чемпионате Европы, приехав первым среди четвёрок, двумя годами спустя выиграл в этой дисциплине серебряную медаль. Благодаря удачным выступлениям на молодёжном и взрослом поприще удостоился права защищать честь страны на Олимпийских играх 2002 года в Солт-Лейк-Сити, там, находясь в составе четырёхместного экипажа пилота Брюно Минжона, занял в программе четвёрок пятое место.
В 2003 году Фуке стал чемпионом Франции среди четвёрок, впоследствии повторив это достижение в 2005 и 2006 годах. Лучший результат на Кубке мира показал в феврале 2005 года, когда на этапе в американском Лейк-Плэсиде финишировал шестым. Тогда же впервые принял участие в заездах мирового первенства, проходившего в канадском Калгари, но по итогам всех попыток оказался на двадцать четвёртой позиции. Будучи одним из основных разгоняющих национальной команды, в 2006 году поехал на Олимпийские игры в Турин, где, тем не менее, потерпел фиаско — лишь девятнадцатое место среди четвёрок. После этой неудачи Кристоф Фуке принял решение завершить карьеру профессионального спортсмена, уступив место молодым французским бобслеистам.